# Skokovi
Skokovi (en cyrillique : Скокови) est un village de Bosnie-Herzégovine. Il est situé dans la municipalité de Cazin, dans le canton d'Una-Sana et dans la fédération de Bosnie-et-Herzégovine. Selon les premiers résultats du recensement bosnien de 2013, il compte 725 habitants.

## Démographie

### Évolution historique de la population
| 1948 | 1953 | 1961 | 1971 | 1981 | 1991 | 2013 |
| ---- | ---- | ---- | ---- | ---- | ---- | ---- |
| -    | -    | 328  | 412  | 641  | 696  | 725  |

|  |

### Communauté locale
En 1991, la communauté locale de Skokovi comptait 3 857 habitants, répartis de la manière suivante :